# أندي بينيت
أندي بينيت (بالإنجليزية: Andy Bennett)‏ هو موسيقي بريطاني، ولد في 1985 في ليمينغتون سبا في المملكة المتحدة.

## وصلات خارجية
- الموقع الرسمي
- أندي بينيت على موقع ميوزك برينز (الإنجليزية)